# Furthof (Gemeinde Hohenberg)
Furthof ist eine der fünf Ortschaften der niederösterreichischen Gemeinde Hohenberg.

## Geografie
Die Ortschaft befindet sich nördlich des Hauptortes Hohenberg im Tal der Unrechttraisen. In Furthof befindet sich eine aufgelassene Haltestelle der Bahnstrecke Traisen–Kernhof, welche jedoch nur mehr im Güterverkehr befahren wird. Der reguläre Personenverkehr wurde in den 2000er Jahren eingestellt.

## Geschichte
Den Ort prägte lange Jahre die Feilenfabrik Furthof, die unter anderem Jakob Fischer gehörte, dem Gründer der St. Egydyer Eisen- und Stahlindustriegesellschaft. Diese betrieb in der Region zwischen Hohenberg und St. Aegyd am Neuwalde mehrere eisenverarbeitende Fabriken. Später übernahm die VOEST Alpine diese Werke, welche jedoch im Jahr 1982 die Feilenproduktion in Furthof einstellte. Fortan wurden am Standort Produkte aus Kunststoffen hergestellt. Mangels Erfolgs wurden die Produktionsstätten 1986 an die Roth-Technik Austria verkauft, die das Werk in Furthof schließen musste. Mittlerweile befindet sich hier die Isoplus Fernwärmetechnik, von den historischen Werksanlagen ist nur mehr das leerstehende ehemalige Hammerherrenhaus an der Bundesstraße erhalten geblieben.
Laut Adressbuch von Österreich waren im Jahr 1938 in Furthof ein Fleischer, ein Gastwirt und die St. Egydyer Eisen- u. Stahl-Industrie-Ges. ansässig.